# Meerzorg
Meerzorg (Sranantongo: Ansoe) ist ein Ort, Ressort und ehemalige Plantage in Suriname, im Distrikt  Commewijne am rechten Ufer des Suriname gegenüber der Hauptstadt Paramaribo.

## Geschichte
Die Plantage Meerzorg wurde rund 1700, zunächst wahrscheinlich als Zuckerrohrplantage, durch Paul Amsincq angelegt. Von dem Gründernamen ist die surinamische Bezeichnung Ansoe abgeleitet. Circa 1720 wurde auf Meerzorg der erste Kaffee in Suriname kultiviert. Spätestens ab 1821 wurde die Produktion dann wieder auf Zuckerrohr umgestellt. Nach Abschaffung der Sklaverei in Suriname im Jahre 1863 und dem Ablauf der nachfolgenden zehnjährigen Arbeitspflicht für die ehemaligen
Sklaven wurden hindustanische und javanische Kontraktanten als Arbeitskräfte angeworben. Die Plantagenwirtschaft wurde circa 1910 eingestellt.

### Freibeuter
Als der französische Freibeuter Jacques Cassard Suriname im Jahre 1712 überfiel war die Plantage Meerzorg Schauplatz des Geschehens. Nachdem im Juni 1712 ein erster Überfall von Cassard auf die Kolonie gescheitert war, hatte er Anfang Oktober desselben Jahres mit einer geänderten Strategie mehr Erfolg. Er fuhr mit seinen 3000 Soldaten an Bord der Kriegsschiffe an Paramaribo vorbei und nahm innerhalb kurzer Zeit fast alle Plantagen am Suriname ein. Paul Amsincq und seine Familie war in der Nacht, kurz vor der Einnahme durch die Freibeuter über den Fluss nach Paramaribo geflüchtet. Auf Meerzorg errichtete Cassard sein Hauptquartier.
Bereits drei Wochen später ergab sich das Gouvernement. Um eine weitere Plünderung der Kolonie durch Cassard zu verhindern, unterschrieben Abgesandte des Gouverneurs  am 27. Oktober auf Meerzorg ein Übereinkommen mit den Franzosen. Als Freikauf (Brandschatzung) wurde der Wert einer Jahresproduktion in der Kolonie festgelegt. Dies entsprach damals einem Betrag von rund 620.000 niederländischen Gulden.

## Der Ort
Bis zur Fertigstellung der Brücke über den Suriname in Paramaribo im Jahre 2000 waren Paramaribo und Meerzorg nur über eine Fähre verbunden. Der Ort wird vor allem durch die ehemaligen Kontraktarbeiter aus Asien und durch Kleinlandbau geprägt. Mit dem Bau der Brücke hat sich auch Meerzorg mit vielen Neubauprojekten schnell weiter entwickelt und besitzt 12.405 Einwohner (Census 2012).